# Cryptops hortensis
Espèce
Cryptops hortensis est une espèce de mille-pattes chilopodes prédateurs de la famille des Cryptopidae.

## Description
Ce myriapode a une forme allongée ; il présente 21 segments avec une seule paire de pattes par segment. De couleur orange vif, il ne possède pas d'yeux. 

## Habitat
Terre labourée (potagers) ; sous les écorces et les pierres. Lucifuge.